# Libodřice

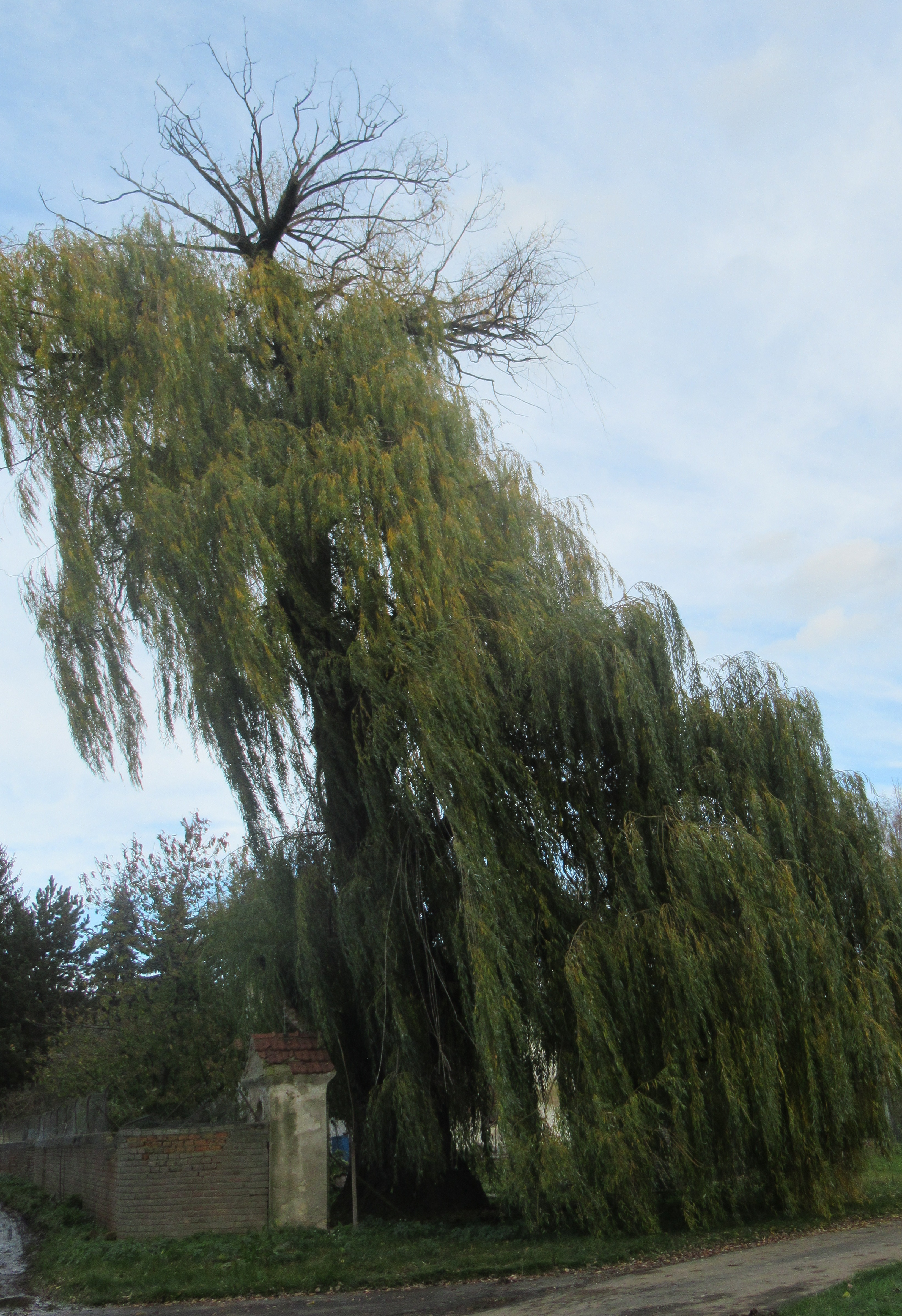
Smuteční vrba u Kocandy památný strom

Libodřice jsou obec ležící v okrese Kolín ve Středočeském kraji. Mají 342 obyvatel. V roce 2011 zde bylo evidováno 121 adres.
Libodřice je také název katastrálního území o rozloze 5,92 km2.

## Historie
První písemná zmínka o obci pochází z roku 1266, kdy zde měl majetek Milhost z Libodřic.

### Územněsprávní začlenění
V chronologickém přehledu je uvedena územně administrativní příslušnost obce v roce, kdy ke změně došlo:
- 1850 země česká, kraj Pardubice, politický okres Kolín, soudní okres Kouřim [6]
- 1855 země česká, kraj Čáslav, soudní okres Kouřim [6]
- 1868 země česká, politický okres Kolín, soudní okres Kouřim [6]
- 1939 země česká, Oberlandrat Kolín, politický okres Kolín, soudní okres Kouřim [7]
- 1942 země česká, Oberlandrat Praha, politický okres Kolín, soudní okres Kouřim [8]
- 1945 země česká, správní okres Kolín, soudní okres Kouřim [9]
- 1949 Pražský kraj, okres Kolín [10][11]
- 1960 Středočeský kraj, okres Kolín [12]

### Adresář 1932
Živnosti a obchody uvedené v adresáři firem z roku 1932 pro obec Libodřice, kde žilo 625 obyvatel: holič, 2 hostince, kolář, kovář, krejčí, 2 půjčovny mlátiček, 2 pekaři, obchod s lahvovým pivem, porodní asistentka, 2 rolníci, řezník, 3 obchody se smíšeným zbožím, švadlena, trafika, 2 truhláři, velkostatek.

## Pamětihodnosti
- Libodřický mohylník – archeologická památková rezervace (vyhlášená v roce 1966 výnosem MŠK č. j. 11.136/66-V/2), zahrnující 25 mohyl s kamennými jádry a obvodovými věnci. Odkryty byly chudé žárové hroby, vybavené rozpadlou keramikou lužického typu (1300–1000 př. n. l.) z mladší doby bronzové, nálezy jsou umístěny v muzeu v Kolíně a Kouřimi.

- Zámek – v průběhu 14. a 15. století je doloženo několik zemanů užívajících přídomku z Libodřic. Jeden z nich, Mikuláš Rokycanský z Libodřic, daroval v roce 1348 část vsi nově založenému klášteru benediktýnek v Praze na Starém Městě. Tvrz se však ani ve světské, ani v církevní části vsi v této době nepřipomíná; ve světské části se uvádí vždy jen dvůr a od roku 1408 dva dvory, které tehdy náležely Bernardovi a Alešovi z Libodřic. Teprve v roce 1489 se připomíná tvrz při dvoře v horní části vsi, která tehdy náležela Jiřímu Voděradskému z Hrušova. V roce 1520 tuto část Libodřic s tvrzí koupil Jan Dobešovský, jehož syn, Jiří Dobešovský, prodal v roce 1544 horní část vsi s tvrzí a dvorem svému věřiteli Jiřímu Baderskému z Újezda, který v roce 1555 získal i druhou, dolní část vsi. Potomkům Jiřího Baderského náležely Libodřice až do roku 1605, kdy je po smrti jeho vnučky Anny získal její druhý manžel Jindřich Mírek ze Solopysk. V roce 1615 připojil Libodřice Purkart Střela z Rokyc k cerhenickému panství a tvrz přestala sloužit jako panské sídlo. Opravy se dočkala v roce 1638, kdy si ji pro své osobní potřeby přestavěl Václav Rudolf Střela a žil zde až do své smrti v roce 1650. Po roce 1650 se majitelé Libodřic rychle střídali, až je v roku 1726 koupil od Ferdinanda Adama Kustoše ze Zubří majitel nedalekých Svojšic Jan z Kaisersteinu. Od této doby zůstaly Libodřice spojeny se svojšickým panstvím až do roku 1848. V roce 1738 získal toto panství hrabě Jan Michal Althan. Za něho kolem roku 1750 byla tvrz přestavěna na zámek, který se stal sídlem lesního úřadu svojšického panství. Z původní stavby tvrze pocházela část obvodového zdiva zámku, sklepy a některé valené klenuté prostory v přízemí. Umělecká a historická hodnota objektu byla po roce 2011 z velké části zničena necitlivou přestavbou podle plánu Josefa Glose ze společnosti ATELIER 1-G Brno, při níž bylo zbořeno vše od prvního patra výš.[14]

- Bauerova vila – moderní kubistická vila byla postavena v letech 1912–1914 pro nájemce a později i majitele libodřického velkostatku, Adolfa Bauera. Autorem projektu je jeden z nejvýznamnějších českých architektů 20. století, Josef Gočár. Vila se řadí mezi nejvýznamnější památky kubismu v České republice, upravuje se pro muzeum českého kubismu.

- V obci a okolí jsou křížky a kapličky.

## Doprava
- Železnice – Železniční trať ani stanice na území obce není. Nejbližší železniční stanicí jsou Bošice ve vzdálenosti 5 km ležící na trati 012 z Peček do Kouřimi.

- Pozemní komunikace – Obcí prochází silnice III. třídy. Ve vzdálenosti 5 km vede silnice I/12 Praha – Kolín. V obci měly v pracovních dnech února 2011 zastávky příměstské autobusové linky Kolín-Svojšice-Kouřim (10 spojů tam i zpět) a Kolín-Polní Voděrady-Plaňany-Radim (1 spoj tam, 2 spoje zpět) (dopravce Okresní autobusová doprava Kolín, s.r.o.) [15]